# Адылбек уулу, Эркин
Эркин Адылбек уулу (род. 14 февраля 1991, Гульча, Ошская область) — киргизский боксёр-любитель, выступающий в полутяжёлой и в первой тяжёлой весовых категориях. Выступает за национальную сборную Кыргызстана по боксу с 2012 года, участник Олимпийских игр 2016 года, трёхкратный бронзовый призёр чемпионата Азии (2019, 2021, 2022), многократный победитель и призёр международных и национальных турниров в любителях.

## Биография
Эркин Адылбек уулу родился 14 февраля 1991 года в селе Гульча Ошской области Киргизской ССР. В возрасте девяти лет вместе с семьёй переехал на постоянное жительство в Бишкек.
С раннего детства занимался единоборствами, в разное время посещал секции по карате, самбо, муай-тай. В бокс пришёл сравнительно поздно в возрасте 17 лет, проходил подготовку под руководством Юрия Степановича Гавва.

## Любительская карьера
Впервые заявил о себе в боксе на взрослом уровне в 2011 году, выиграв бронзовую медаль в зачёте полутяжёлой весовой категории на чемпионате Кыргызстана в Бишкеке.
В 2012 году вошёл в состав киргизской национальной сборной, выступил на Мемориале Дуйшенкула Шопокова в Бишкеке, на Мемориале Сиднея Джексона в Ташкенте. При этом в зачёте киргизского национального первенства на сей раз дошёл до финала и стал серебряным призёром.
В 2013 году выиграл бронзовые медали на Мемориале Дуйшенкула Шопокова в Бишкеке и на турнире Рафаэля Вахитова в Павлодаре, боксировал на Мемориале Галыма Жарылгапова в Караганде и на летней Универсиаде в Казани, где на стадии четвертьфиналов полутяжёлого веса был побеждён представителем Белоруссии Михаилом Долголевцем. Кроме того, в этом сезоне впервые выиграл чемпионат Кыргызстана по боксу.
В 2014 году взял бронзу на Мемориале Дуйшенкула Шопокова в Бишкеке, выступил на Мемориале Тайманова и Утемиссова в Атырау и на турнире Серика Конакбаева в Павлодаре, участвовал в международном командном турнире в Бишкеке, вновь был лучшим в зачёте киргизского национального первенства.
В 2015 году снова получил бронзовую награду на Мемориале Дуйшенкула Шопокова в Бишкеке, стал серебряным призёром на турнире Рафаэля Вахитова в Павлодаре, благополучно защитил звание чемпиона Кыргызстана в полутяжёлом весе. На чемпионате Азии в Бангкоке остановился в четвертьфинале, уступив узбеку Эльшоду Расулову, тогда как на чемпионате мира в Дохе был побеждён уже на предварительном этапе.
На Олимпийском квалификационном турнире Азии и Океании в Цяньане занял третье место и тем самым удостоился права защищать честь страны на летних Олимпийских играх 2016 года в Рио-де-Жанейро (стал единственным киргизским боксёром, кому удалось получить олимпийскую лицензию). На Играх был знаменосцем Кыргызстана на церемонии открытия. На старте олимпийского боксёрского турнира уже в первом поединке категории до 81 кг единогласным решением судей потерпел поражение от колумбийца Хуана Каррильо и сразу же выбыл из борьбы за медали.
После Олимпиады в Рио Адылбек уулу остался в составе боксёрской команды Кыргызстана на ещё один олимпийский цикл и продолжил принимать участие в крупнейших международных турнирах. Так, в 2017 году в полутяжёлом весе он стал серебряным призёром на Мемориале Дуйшенкула Шопокова в Бишкеке, на Кубке президента в Астане, на Мемориале Виктора Левинцева в Минске и на Мемориале Шокыры Болтекулы в Актау, отметился выступлением на азиатском первенстве в Ташкенте, где уже на ранней стадии турнира был остановлен казахом Ериком Альжановым. Помимо этого, боксировал на Кубке нефтяных стран в Белоярском и на Мемориале Галыма Жарылгапова в Караганде. В пятый раз подряд стал чемпионом Кыргызстана по боксу.
В 2018 году получил серебро на Мемориале Дуйшенкула Шопокова в Бишкеке, выступил на Кубке губернатора в Санкт-Петербурге, одержал победу на Мемориале Каракозы Абдалиева в Шымкенте, дошёл до четвертьфинала на Кубке нефтяных стран в Ханты-Мансийске. В завершении сезона добавил в послужной список ещё оду победу на чемпионате Кыргызстана, шестую подряд.
В 2019 году стал семикратным чемпионом Кыргызстана в полутяжёлом весе. Завоевал бронзовую медаль на чемпионате Азии в Бангкоке, принял участие в чемпионате мира в Екатеринбурге.